# Mường Tùng
Mường Tùng là một xã thuộc huyện Mường Chà, tỉnh Điện Biên, Việt Nam.

## Địa lý
Xã Mường Tùng nằm ở đông bắc huyện Mường Chà, bắc tỉnh Điện Biên, có vị trí địa lý:
- Phía đông giáp thị xã Mường Lay
- Phía tây giáp huyện Nậm Pồ
- Phía nam giáp xã Huổi Lèng
- Phía bắc giáp tỉnh Lai Châu.

Xã Mường Tùng có diện tích 170,84 km², dân số năm 2022 là 5.119 người, mật độ dân số đạt 29 người/km².

### Địa hình
Xã có địa hình chủ yếu là núi cao. Tại điểm cực nam của xã có núi Địa Đồ với độ cao 1.610 m.
Phía đông, dọc theo hai bên bờ dòng Nậm Lay là cánh đồng lúa nước tương đối bằng phẳng, chạy dài khoảng 2 km.

### Sông ngòi
Mường Tùng là ngã ba sông của hai dòng Nậm He và Nậm Lay là các chi lưu phía nam của sông Đà. Hai dòng suối này là nguyên nhân chính gây ra các trận lũ quét liên tiếp trong các năm 1990 - 1991, 1994, 1996, 2000 làm chết và bị thương hàng trăm người cùng hàng nghìn gia súc, gia cầm, cây trồng,... Điển hình nhất là trận lũ lịch sử trong 2 ngày 17, 18 tháng 8 năm 1996, với lượng mưa 258 mm, lũ bùn đá đã huỷ diệt gần hết thị trấn Mường Lay và một số vùng dân cư trong huyện, làm 54 người chết, 13 công sở, trường học, cửa hàng cùng hàng trăm nhà dân và ruộng vườn quanh thị trấn đã bị đất đá vùi kín. Nhiều tảng đá lớn đường kính 4 - 5m từ hai bên sườn núi trôi ra chắn ngang suối, bùn ngập các cánh đồng lúa, nhiều đoạn đường giao thông chính bị tắc nghẽn do sạt lở, làm cô lập hoàn toàn thị trấn.
Suối Nậm He chảy theo hướng tây – đông, lưu vực gần 300 km² hầu hết nằm trên địa bàn xã với độ dốc lớn. Tại hạ lưu, nhà máy thủy điện Nậm He đang được xây dựng với công suất lắp đặt 16 MW, điện năng bình quân trên 61 triệu MWh/năm do Công ty Cổ phần thủy điện Nậm He (Tổng công ty Sông Đà) làm chủ đầu tư, sẽ được phát điện vào đầu năm 2014. Công trình thủy điện này sẽ làm thay đổi toàn bộ bộ mặt kinh tế, xã hội của xã từ trước tới nay, tạo điều kiện cho việc phát triển kinh tế theo hướng công nghiệp hóa.
Suối Nậm Lay chảy theo hướng nam- bắc kết nối với sông Đà cách ngã ba sông Nậm He khoảng 10 km.

### Khoáng sản
Năm 2008, Bộ Tài nguyên và Môi trường đã chính thức cấp phép thăm dò, khai thác khoáng sản mỏ đồng Nậm He – Huổi Sấy cho Công ty Cổ phần Khoáng sản miền Bắc với tổng vốn đầu tư lên tới 1.000 tỷ đồng. Dự án này đã trở thành dự án lớn nhất trong lĩnh vực khai thác khoáng sản trên địa bàn tỉnh Điện Biên từ trước tới nay, mở ra nhiều triển vọng về khai thác tiềm năng khoáng sản. Hàng năm, Công ty sẽ đóng góp vào ngân sách 190 tỷ đồng.

## Hành chính
Xã Mường Tùng được chia thành 11 bản.

## Lịch sử
Ngày 6 tháng 9 năm 2012, UBND tỉnh Điện Biên ban hành Quyết định số 819/QĐ-UBND về việc thành lập bản Nậm Cang 1 và bản Nậm Cang 2 trên cơ sở toàn bộ bản Nậm Cang.
Ngày 6 tháng 12 năm 2019, HĐND tỉnh Điện Biên ban hành Nghị quyết số 148/NQ-HĐND về việc:
- Sáp nhập bản Phiêng Ban vào bản Mường Tùng.
- Sáp nhập Bản Mới vào bản Tin Tốc.
- Thành lập bản Nậm He trên cơ sở bản Nậm He 1 và bản Nậm He 2.
- Thành lập bản Nậm Cang trên cơ sở bản Nậm Cang 1 và bản Nậm Cang 2.

## Giao thông
Xã có quốc lộ 12 nối thị xã Mường Lay với thành phố Điện Biên chạy qua theo hướng bắc nam, nằm ở phía đông xã, hữu ngạn Nậm Lay. Năm 2012, cầu Mường Tùng qua dòng Nậm Lay được khánh thành cùng con đường phía tả ngạn Nậm He, nối với trung tâm thị xã Mường Lay tạo điều kiện cho việc đi lại của bà con các dân tộc trong xã được tốt hơn.
Tháng 3 năm 2010, dự án đường liên xã Mường Tùng- Chà Tở với vốn đầu tư 290 tỷ đồng chạy theo hướng đông- tây, dọc theo dòng Nậm He nhằm rút ngắn khoảng cách từ quốc lộ 12 đi thị trấn Mường Nhé được khởi công. Cuối năm 2013, việc mở nền đường đã căn bản hoàn thành, để tiếp theo đó là trải nền bê tông át phan. Tương lai không xa, với việc đưa Nhà máy thủy điện Nậm He vào vận hành, con đường này và hồ thủy điện với diện tích lòng hồ 61,5 ha, mực nước dâng bình thường 375 m sẽ là những địa điểm du lịch thú vị của các du khách từ xa tới.